# 清邁站
清邁站是泰國清邁府清邁的一座鐵路車站，由泰國國家鐵路局管理，屬於北線。清邁站於1922年啟用，1943年12月21日，清邁站大樓於二戰中毀壞。1945年重建，1948年重新開放。